# 東北福祉短期大学
東北福祉短期大学（とうほくふくしたんきだいがく、英語: Tohoku Welfare Junior College）は、宮城県仙台市荒巻西山1に本部を置いていた日本の私立大学である。1958年に設置され、1964年に廃止された。

## 概要

### 大学全体
- 宮城県仙台市[注 1]に所在した日本の私立短期大学で、設置主体は学校法人栴檀学園[2]。
- １学科で入学定員50名体制で1958年に開学[3][4][5][6][7]。1960年には専攻科を設置[8]。
- 1961年度の入学生を最後に[注釈 3]、短期大学としての使命を終える。

### 教育および研究
- 東北福祉短期大学は当時、東北では珍しい「社会福祉」に関する専門教育が行われていた[11][12]。また、児童福祉法施行規則第41条の２第２項の規定による学校及びその科目指定校に挙げられていた[13]。

### 学風および特色
- 仏教思想に則った教育が行われていたところに特色がある。

## 沿革
- 1956年
  - 4月 東北社会事業学校が創立される[14]。
- 1958年
  - 1月10日 左記を以て文部省[注 2]より短期大学の設置が認可される[15]。
  - 4月1日 左記を以て東北福祉短期大学が以下の学科体制にて開学する。
    - 社会福祉科[注 3]
- 1960年
  - 4月1日 左記を以て専攻科社会福祉専攻が設置される[注 4]。
- 1961年
  - 4月1日 この度をもって学生募集を終了[注釈 3]。
- 1964年　
  - 3月31日 左記を以て廃止される[18][19]。

## 基礎データ

### 所在地
- 宮城県仙台市荒巻西山1[注釈 1][20]

## 教育および研究

### 組織

#### 学科
- 社会福祉科[注 5]

#### 専攻科
- 社会福祉専攻[注釈 2]

#### 別科
- なし

#### 取得資格について
- 中学校教諭二級免許状（社会）[23][24]

#### 年度別学生数
- 数字はその該当年度の5月1日時点でのデータである。

| -      | 入学定員 | 総定員 | 学生数     | 出典          |
| ------ | -------- | ------ | ---------- | ------------- |
| 1958年 | 50       | 50     | 男32 女18  | [ 25 ] [ 26 ] |
| 1959年 | 50       | 100    | 男104 女72 | [ 27 ]        |
| 1960年 | 50       | 100    | 男198 女66 | [ 28 ]        |
| 1961年 | 50       | 100    | 男121 女91 | [ 29 ]        |
| 1962年 | 50       | 50     | 男18 女48  | [ 30 ]        |
| 1963年 | -        | -      | 女29       | [ 31 ]        |
| 1964年 | -        | -      | -          | [ 注 6 ]      |

#### 附属機関
- 短期大学存続時、附属図書館あり[12]

### 研究
- 『東北福祉短期大学論叢』[33]